# 江蘇省 (清朝)
江苏省（穆麟德轉寫：giyangsu golo），为清朝的内地十八省的一个省。
康熙六年（1667年），江南分省，析置江苏、安徽两省。其后辖区大体为今江苏省和上海市。1911年武昌起义的次月，革命党人在11月3日（农历九月十三日）光復上海。11月5日（农历九月十五日），江苏巡抚程德全在苏州宣布“江苏独立”。12月，江浙联军攻克南京。

## 历史
清朝顺治二年1645年，清军攻占扬州和南京，俘虏南明弘光帝，随即将南直隶改为江南省。康熙六年（1667年），江南左、右布政使改名为安徽布政使、江苏布政使。乾隆年间，王安国提出南直隶已经分为安徽布政使和江苏布政使，后被采纳，江南省分为安徽省和江苏省正式列入大清会典，史称“江南分省”。清代，江苏省下辖江宁府（今南京市）、苏州府、淮安府、扬州府、镇江府、常州府、松江府（今上海市）、徐州府以及海州直隶州（今连云港市）、通州直隶州（今南通市），其范围大致与现在相同。
江苏巡抚驻扎在苏州，安徽巡抚驻扎在安庆，在南京则设有节制江苏、安徽、江西三省的两江总督。江苏、安徽两省的乡试，则始终共用一个江南贡院（在今南京市）。1780年以前，安徽布政使也长期寄驻在南京，1780年安徽布政使迁安庆后，在南京另设江宁布政使一职，管辖江宁（今南京）、扬州、淮安、徐州四府以及通州（今南通）、海州（今连云港）二直隶州；驻扎苏州的江苏布政使则管辖镇江、常州、苏州、松江（今上海）四府；江苏学政驻常州府江阴县；在淮安府城山阳县（今淮安市淮安区）驻有漕运总督，府城西北15千米处的清江浦（今淮安市清河区）则驻有南河总督（江南河道总督）；两淮盐运使驻扬州府城江都县。光绪三十年（1904年）以江宁府、淮安府、扬州府、徐州府4府和通州、海州2直隶州范围置江淮省后旋即撤裁。
鸦片战争以后，江苏开始受到西方的影响，江苏松江府管辖的上海县按照南京条约被辟为通商口岸，并设立上海公共租界和上海法租界，迅速发展成贸易、金融和国际化的大都会，后来于1927年脱离江苏省成为独立的院辖市。镇江和苏州也设立过规模较小的租界。
晚清时期，江苏南部受到太平天国(1851年 – 1864年，发源于遥远的广西，扰乱大半个南中国的基督教异端教派，1853年定都南京，改名天京）的重创，强烈影响达十余年之久，苏州的经济中心地位被當時的新興城市上海取代。
1864年7月，曾国藩弟曾国荃率湘军攻破天京后纵火杀掠。中央研究院院士、中央研究院近代史研究所创所所长郭廷以在其所著《近代中国史纲》引赵烈文《能静居日记》记载曾国荃率湘军攻入南京城后的情景：“湘军‘贪掠夺，颇乱伍。中军各勇留营者皆去搜括’，……‘沿街死尸十之九皆老者。其幼孩未满二、三岁者亦被戳以为戏，匍匐道上。妇女四十岁以下者一人俱无（均被虏），老者负伤或十余刀，数十刀，哀号之声达于四方。’凡此均为曾国荃幕友赵烈文目睹所记，总计死者约二、三十万人（死亡人数有争议）。”

## 督抚沿革
1684年，江宁巡抚改为江苏巡抚。1667年改江南右布政使司为江苏布政使司。江苏按察使司和两江总督在江宁府，江苏布政使司和江苏巡抚在苏州府，1730年，按察使司迁到苏州府。安徽布政使司在1760年之前驻江宁府，1760年改驻安庆府。新设江宁布政使司驻江宁府，管辖江宁府、淮安府、扬州府、徐州府、海州直隶州、通州直隶州。江苏布政使司管辖苏州府、镇江府、松江府、常州府、太仓直隶州。乾隆二十九年，江苏省列入大清会典，在形式上，江南省分为江苏省和安徽省。

## 行政区划
| 江苏省行政区划图（1820年）                                                               |
| 江宁府 扬州府 淮安府 海州 徐州府 通州 海门厅 常州府 镇江府 苏州府 松江府 属松江府 太仓州 |

清朝下轄八府、三直隸州、一直隶厅，共計三州、四厅、六十二縣：

### 江宁道
- 江宁府，原南京应天府，1645年去京号改现名。
  - 下辖：上元县（附郭）、江宁县（附郭）、句容县、溧水县、高淳县、江浦县、六合县。

### 淮扬海道
- 扬州府
  - 下辖：江都县（附郭）、甘泉县（附郭，1731年分江都县设）、仪征县（原名仪真县，1723年为避胤禛名讳改之，1909年又避溥仪名讳改为扬子县）、高邮州、兴化县（雍正前属高邮州）、宝应县（雍正前属高邮州）、泰州、东台县（1767年分泰州设）。
- 淮安府
  - 下辖：山阳县（附郭）、阜宁县（1731年分山阳县设）、盐城县、清河县、安东县、桃源县。
- 海州直隶州，1724年从淮安府划出
  - 下辖：沭阳县、赣榆县。

### 常镇通海道
- 常州府
  - 下辖：武进县（附郭）、阳湖县（附郭，1724年分武进县设）、无锡县、金匮县（1724年分无锡县设）、江阴县、宜兴县、荆溪县（1724年分宜兴县设）、靖江县。
- 镇江府
  - 下辖：丹徒县（附郭）、丹阳县、金坛县、溧阳县（1730年前属江宁府）、太平厅（1904年设）。
- 通州直隶州，1724年从扬州府划出
  - 下辖：如皋县、泰兴县、海门县（1672年裁撤入通州）。
- 海门直隶厅，1768年从通州分设

### 苏松太道
- 苏州府
  - 下辖：吴县（附郭）、长洲县（附郭）、元和县（附郭，1724年分长洲县设）、吴江县、震泽县（1724年分吴江县设）、常熟县、昭文县（1724年分常熟县设）、昆山县、新阳县（1724年分昆山县设）、太湖厅（1736年分吴县设）、靖湖厅（1906年分太湖厅设）。
- 松江府
  - 下辖：华亭县（附郭）、娄县（附郭，1656年分华亭县设）、奉贤县（1724年分华亭县设）、上海县、金山县（1724年分娄县设）、南汇县（1724年分上海县设）、青浦县、川沙厅（1759年设）、福泉县（1724年分青浦县设，1743年省入青浦）。
- 太仓直隶州，1724年从苏州府划出
  - 下辖：镇洋县（1724年分太仓州设）、嘉定县、宝山县（1724年分嘉定县设）、崇明县。

### 淮徐道
- 徐州府，1733年升徐州直隶州为府。
  - 下辖：铜山县（附郭，1733年设）、萧县、砀山县、丰县、沛县、邳州（1724年前属淮安府，1724年—1733年为直隶州）、宿迁县（1733年之前属邳州）、睢宁县（1733年之前属邳州）。